# ルル (オペラ)
『ルル』（Lulu）は、アルバン・ベルク台本・作曲のオペラ。原作は「ルル二部作」と呼ばれるフランク・ヴェーデキントの戯曲『地霊』（Erdgeist, 1895年）と『パンドラの箱』（Die Büchse der Pandora, 1904年）。ベルクの2作目のオペラで、1929年から1935年にかけて作曲が行われたが、完成しないまま絶筆となった。

## 歴史

### 作曲
ベルクが最初に『パンドラの箱』の上演を見たのは1905年のカール・クラウスによる上演だったが、オペラ化に着手したのはもう1つのオペラ『ヴォツェック』を完成させた後の1929年だった。ベルクは作曲に当たり、原作から省察的な会話部分を削除し、映画の幕間劇を挿入することによって『地霊』と『パンドラの箱』を結合させた。1933年秋、ベルクは第2幕の『ルルの歌』のスコアとピアノ譜をアントン・ヴェーベルンの50歳の誕生日に贈っている。
1934年5月6日のヴェーベルン宛の手紙は、まだ「オーバーホール」が必要としながらもショートスコア（抜粋譜）での作曲が一段落したことを伝えている。同時期にベルクはヴィルヘルム・フルトヴェングラーらにベルリンでの初演計画の仲立ちを頼んでいたが、フルトヴェングラーからはナチス政権下のドイツにおいての上演は不可能と告げられた。それでも演奏機会を広げるため、オペラのオーケストレーションに先立ってソプラノと管弦楽のための演奏会用組曲『オペラ"ルル"からの交響的小品（ルル組曲）』が8月までに書き上げられた（下記参照）。ベルクは8月28日付の手紙において、亡命中だったアルノルト・シェーンベルクに「最愛の友!」の言葉と共に『ルル』を献呈する旨伝えているが、遠くからしか彼の誕生日（9月13日）を祝えないこと、曲そのものではなく献辞しか贈れないこと、そして曲が未完であることを詫びている。
その後もこつこつと作曲を続けたが、1935年、ヴァルター・グロピウスとアルマ・マーラーの娘マノン・グロピウスが亡くなり、ベルクは『ルル』を中断して、マノンに捧げるために『ヴァイオリン協奏曲』を作ることにした。曲は短期間で完成しふたたび『ルル』の作業が進められたが、その年の末にベルクが敗血症で急死してしまったため、『ルル』は未完に終わった。残されたものは、第3幕第1場の第268小節までと、おおよその楽器編成を指示したその後のショートスコアだった。さらに、第3幕の間奏曲と終結部が組曲の一部として抜粋・作曲されていた。

### ベルク没後
エルヴィン・シュタインが全3幕のピアノ・ヴォーカル・スコアを書き、ベルクの未亡人ヘレーネはオーケストレーションをアルノルト・シェーンベルクに依頼した。シェーンベルクはいったん承諾したものの、送られてきたベルクのスケッチを見て、いろいろな理由から断った。ヘレーネは他の作曲家による補筆を拒み、1937年6月2日のチューリッヒ歌劇場での『ルル』の初演は、最初の2幕と『ルル組曲』の一部で上演された。クリストフ・フォン・ドホナーニ指揮、ウィーン・フィルハーモニー管弦楽団、ルル役アニャ・シリヤの録音（デッカ/ロンドン、1976年録音、1978年発売）もこの形式に従っている。
その後もヘレーネは補筆を厳禁していたが、彼女には秘密のうちに完全版作成への試みは続いていた。1963年、本作を出版したウニヴェルザール出版社が、ブーレーズの提案で、かねてよりこの作品に関心を持っていたフリードリヒ・チェルハへ補筆を密かに依頼していたのである。1976年にヘレーネが亡くなった後に公表された新資料も元にして、チェルハは12年かけて『ルル』の3幕版を完成させた。補筆版の存在が明らかになると、ヘレーネが設立したアルバン・ベルク基金はチェルハ補筆版の出版に反対して法的処置を執ったが、最終的に2幕までと3幕の補筆版とを分けることでようやく出版を認めた。こうして『ルル』3幕版は1979年に出版され、同年2月24日、ピエール・ブーレーズの指揮、パトリス・シェローの演出でガルニエ宮にて世界初演され、大きな反響を呼んだ。
ルルを演じたソプラノ歌手には、前述したアニャ・シリヤ（後にゲシュヴィッツ伯爵令嬢を演じたこともある）の他、Nuri Hadzic（1937年初演）、アンネリーゼ・ローテンベルガー、イヴリン・リアー、テレサ・ストラータス、ナンシー・シェイド（Nancy Shade）、ジュリア・ミゲネス（Julia Migenes）、カラン・アームストロング（Karan Armstrong）、パトリシア・ワイズ（Patricia Wise）、クリスティーネ・シェーファー、マリス・ピーターゼン（Marlis Petersen）、アナート・エフラティー（Anat Efrati）、ローラ・エイキン（Laura Aikin）らがいる。日本人による舞台初演は2003年11月22日に日生劇場にて、沼尻竜典指揮、東京フィルハーモニー交響楽団、天羽明恵・飯田みち代によるもので、3幕版が用いられた。その後、佐藤しのぶが2幕版で演じたが、のちびわ湖ホールにおける上演でも飯田みち代が演じた。

## 配役
ヴェーデキントの原作では、ルルの客としてもう一人の人物が登場するが、オペラにおけるシンメトリーを重視したベルクにより削除された。
- ルル Lulu（ソプラノ）
- ゲシュヴィッツ伯爵令嬢 Gräfin Geschwitz（メゾソプラノ）
- 劇場の衣裳係 Garderobiere/ギムナジウムの学生 ein Gymnasiast/下僕頭 ein Groom（アルト）
- 医事顧問官 Der Medizinalrat （語り役）
- 銀行家 Der Bankier（バス）
- 教授 Der Professor（黙役）
- 画家 Der Maler/黒人 ein Neger（テノール）
- シェーン博士 Dr. Schön/切り裂きジャック Jack the Ripper（バリトン）
- アルヴァ Alwa、シェーン博士の息子、作曲家（テノール）
- シゴルヒ Schigolch、老人（バス）
- 猛獣使い Ein Tierbändiger/ 力技師ein Athlet（バス） - 「力技師」の原作での名前は「ロドリーゴ」だがベルクが名前を削除。
- 公爵 Der Prinz/ 従僕der Kammerdiener/ 侯爵der Marquis（テノール）
- 劇場支配人 Der Theaterdirektor（バス）
- 道化師 Ein Clown（黙役）
- 劇場の作業員 Ein Bühnenarbeiter（黙役）
- 警部 Der Polizeikommissär（語り役）
- 15歳の少女 Eine Fünfzehnjährige（ソプラノ）
- その母 Ihre Mutter（アルト）
- 女流工芸家 Eine Kunstgewerblerin（メゾソプラノ）
- 新聞記者 Ein Journalist（バリトン）
- 召使い Ein Diener（バリトン）

## 演奏時間
約3時間（各幕約1時間前後）

## あらすじ

### プロローグ
サーカスで、猛獣使いがいろいろな動物を紹介する。最後に、彼はヘビをステージに導き「ルル」と紹介する。「蛇は誰にも気付かれることなく、いたずらを扇動し、誘惑し、誘惑し、毒殺し、殺害するために作成された。女性の原始的な性質」

### 第1幕
19世紀末、ドイツのある都市。ルルは貧民街にいたところを新聞の編集長シェーン博士に拾われた。シェーン博士は愛人関係を続けながらも、ルルを初老の医事顧問官（ゴル博士）と結婚させていた。
ルルの魔性に魅了された画家がルルに言い寄る。そこに医事顧問官がやってきて、怒りのあまり心臓発作で死ぬ。
ルルは画家と再婚し、シゴルヒやシェーン博士が彼女のもとを訪ねてくる。画家もルルの汚れた過去を知り、ショックのため自殺する。
劇場の踊り子になったルルの楽屋をシェーン博士が訪問する。シェーン博士は許嫁を連れて観劇に来たのだが、もはやルルから逃げられなくなったことを悟り、ルルの口述で婚約者への別れの手紙を書く。

### 第2幕
シェーン博士はルルと結婚する。しかし、ルルの回りには同性愛者のゲシュヴィッツ伯爵令嬢、貧民街時代に関係のあったシゴルヒ、力技師といった怪しげな人間がいて、さらに息子のアルヴァまでルルにのぼせあがってしまう。嫉妬に狂ったシェーン博士はルルにピストルで自殺するよう迫る。しかし、ルルは「誰かが私のために自殺したって、私の価値は下がったりしない」と言い返し、そのピストルでシェーン博士を射殺する。
サイレント映画で、ルルの逮捕・裁判・投獄が描かれる。しかし逮捕の1年後、ゲシュヴィッツ伯爵令嬢がコレラで入院中のルルと入れ替わり、ルルは脱獄に成功する（ただし、当時制作された映画はスティル写真を除いて失われており、本来は再製作が必要であるが現在の演奏では省かれている）。
ルルの脱獄計画を進めるアルヴァたちのもとをギムナジウムの学生が訪ねてくる。学生もルルを逃がす計画を語るが追い出され、そこに脱獄してきたルルが現れる。力技師とシゴルヒが退出し、ルルはアルヴァと二人きりで語り合う。

### 第3幕
ルルはゲシュヴィッツ伯爵令嬢、アルヴァ、力技師とともにパリに逃げ、華やかな暮らしを送っている。そこにシゴルヒも到着して、ルルをゆする。ちょうど力技師から、金をくれなければ警察に密告すると脅されていたので、ルルはシゴルヒに力技師を始末してくれるよう頼む。シゴルヒが待つ連れ込み宿に力技師を誘い込む役はゲシュヴィッツ伯爵令嬢に頼む。株の暴落の報が届き、さらにルルの過去を知る侯爵の通報で警察が迫って、ルルはアルヴァと逃亡する。
ルルはロンドンで売春婦をして暮らすことになり、教授を客として連れ込む。ともに暮らしているアルヴァとシゴルヒが教授のポケットを漁る。さらにパリから、落ちぶれたなりのゲシュヴィッツ伯爵令嬢が、画家が描いたルルの肖像画を持って到着する。
ルルはつぎに黒人の客を連れて帰る。黒人は前払いを拒否し、争っている最中にアルヴァが殺される。ゲシュヴィッツ伯爵令嬢がピストル自殺を思案しているところに、ルルがさらに別の客を連れてくる。しかし相手は切り裂きジャックで、ルルを惨殺し、さらにゲシュヴィッツ伯爵令嬢も刺して逃げる。重傷を負ったゲシュヴィッツ伯爵令嬢の、「ルル、私の天使!」という悲痛な叫びによりオペラは閉じられる。

## 構造

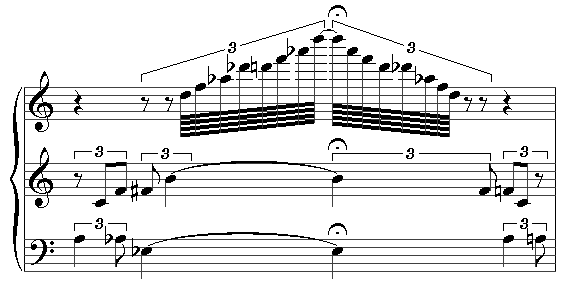
第2幕、映画の伴奏音楽の中央部分

『ルル』の構造は鏡に似ているとよく言われる。たとえば、第1幕のルルは栄華の極みだが、第3幕ではどん底まで落ちぶれているし、第1幕でルルの夫たち（医事顧問官、画家、シェーン博士）を演じた役者たちは、第3幕でルルの客（教授、黒人、切り裂きジャック）をそれぞれ演じるように指示される。
この鏡のような構造は、第2幕のサイレント映画のところでより顕著である（牢獄に入る-出る、といった配置）。そこに付随する音楽もきっちりと回文になっている。
また、第1幕第2場はシェーン博士の音列により全体がソナタ形式で書かれ、第2幕にはロンド形式が導入されており、そして第3幕第2場は変奏曲形式で構成されている（ベルクは同様の試みを『ヴォツェック』ですでに試みている）。

## 音列
『ルル』は自由に作曲されたところもあるが、師シェーンベルクの十二音技法も使われている。しかし全部に1つの音列を使うというよりも、登場人物それぞれに固有の音列を与えている。つまり、リヒャルト・ワーグナーのオペラのライトモティーフに似た機能を果たす。またこれらの音列の前半はどれも調性の枠内にあり、ベルクの後期によくみられる十二音技法への調性的要素の導入を示している。
ベルクは、一つの基本音列をもとに各登場人物の音列を引き出している。
B♭, D, E♭, C, F, G, E, F#, A, G♯, C♯, B
たとえばアルヴァの音列は、基本音列を何度も反復したそれぞれ7つめの音を抜き出す。
B♭, D, E♭, C, F, G, E, F♯, A, G♯, C♯, B, B♭, D, E♭, C, F, G, E, F♯, A, G♯, C♯, B...
そうしてできたアルヴァの音列はこうである。
B♭, F♯, E♭, G♯, F, B, E, D, A, C, C♯, G
シェーン博士の音列は、基本音列を反復させ、最初の音を抜き、1つ空けて、次の音を抜き、2つ空けて、次の音を抜き、3つ空けて、次の音を抜き、（ここから逆になる）3つ空けて、次の音、2つ空けて、次の音、1つ空けて、次の音……となる。
B♭, D, E♭, C, F, G, E, F♯, A, G♯, C♯, B, B♭, D, E♭, C, F, G, E, F♯, A, G♯, C♯, B...
そうしてできたシェーン博士の音列はこうである。
B♭, E♭, G, G♯, D, F, E, A, B, C, F♯, C♯
ルルの音列は、基本音列を3つずつ和音にした動機（「絵の」動機 (Bild Motiv) と呼ばれる）の各声部を順に取っていくことで得られる。
E♭, F, G♭, A♭, B♭, C, E, C♯, D, G, A, B

## 『ルル組曲』
ソプラノと管弦楽のための『オペラ"ルル"からの交響的小品』（Symphonische Stücke aus der Oper „Lulu“）いわゆる『ルル組曲』は1934年に作曲された。構成は以下の通りである。
1. ロンド - 第2幕のアルヴァとルルの会話の場面で流れる管弦楽のパート。
2. オスティナート - 第2幕、シェーン博士を射殺したルルが逮捕されてから収監されるまでの一部始終を描いた映画の音楽。
3. ルルの歌 - 第2幕、ルルがシェーン博士に向かって歌うアリア。
4. 変奏曲 - 第3幕第1場の終わりで、ルルが警察にまたもや追われて逃れる部分の音楽。
5. アダージョ・ソステヌート - 第3幕の終結部。ルルの死とゲシュヴィッツ伯爵令嬢の悲鳴。

1934年11月30日にエーリヒ・クライバーの指揮によってベルリンで初演され、好評を博したが、クライバーはその4日後にベルリン国立歌劇場の音楽監督をやめてドイツを去っている。ベルク自身は、死の直前の1935年12月11日にウィーンでオズヴァルト・カバスタ指揮の演奏に出席した。
第3幕が補筆されるまでは、第2幕の後に「変奏曲」と「アダージョ・ソステヌート」を演奏するのが慣例となっていた。

## 引用
第1幕第3場には『ローエングリン』の「結婚行進曲」が、そして第3幕にはヴェーデキント自身が作曲した『リュートの歌』が引用されている。また、ベルク自身の『ヴォツェック』から動機の引用が見られるのも特徴である（第1幕第3場での冒頭の引用、第3幕終結部でのマリーの期待を示す空虚五度の引用など）。

## 楽器編成
クラシック音楽史上初めてヴィブラフォンを使用した曲として知られている。

### ピット内
木管楽器：フルート3（2番と3番はピッコロ持ち替え）、オーボエ3（3番はイングリュッシュ・ホルン持ち替え）、アルト・サクソフォーン、クラリネット3、バスクラリネット1、ファゴット3（3番はコントラファゴット持ち替え）
金管楽器：ホルン4、トランペット（C管）3、トロンボーン3、チューバ1
打楽器：ティンパニ(4個)、トライアングル、タンブリン、小太鼓、ジャズ・ドラム、大太鼓、シンバル（合わせと懸垂）、ルーテ、タムタム（大小）、ゴング、ヴィブラフォーン
ピアノ、ハープ
弦楽器：14型、1stヴァイオリン14、2ndヴァイオリン12、ヴィオラ10、チェロ8、コントラバス6

### 舞台上 (第1幕第3場)
クラリネット3（テナーサクソフォーン1本持ち替え）、アルトサクソフォーン、ジャズトランペット2、スーザフォン、ジャズ用のドラムセット、バンジョー、ピアノ、ヴァイオリン3、コントラバス。

## メディア

### CD
2幕版
- ヘルベルト・ハフナー指揮、ウィーン交響楽団、イローナ・シュタイングルーバー（ルル役）、1951年ライヴ （Archipel、ナクソス）
- ブルーノ・マデルナ指揮、ローマRAI交響楽団、イローナ・シュタイングルーバー（ルル役）、1959年ライヴ（Opera d'Oro）
- レオポルト・ルートヴィヒ指揮、ハンブルク・フィルハーモニー国立管弦楽団、アンネリーゼ・ローテンベルガー（ルル役）、1968年（EMI）
- カール・ベーム指揮、ベルリン・ドイツ・オペラ管弦楽団、イヴリン・リアー（ルル役）、1968年（ドイツ・グラモフォン）
- カール・ベーム指揮、ウィーン国立歌劇場、アニヤ・シリヤ（ルル役）、1968年ライヴ（Andante）
- クリストフ・フォン・ドホナーニ指揮、ウィーン・フィルハーモニー管弦楽団、アニヤ・シリヤ（ルル役）、1976年（デッカ）
- シュテファン・アントン・レック指揮、パレルモ・マッシモ歌劇場、アナート・エフラティ（ルル役）、2001年ライヴ（Oehms Classics）

3幕版
- ピエール・ブーレーズ指揮、パリ・オペラ座、テレサ・ストラータス（ルル役）、1979年。下記のライヴ映像と同配役、同時製作だが、こちらはスタジオ録音（ドイツ・グラモフォン）
- ロリン・マゼール指揮、ウィーン国立歌劇場、ジュリア・ミゲネス（ルル役）、1983年ライヴ（BMG）
- ジェフリー・テイト指揮、フランス国立管弦楽団、パトリシア・ワイズ（ルル役）、1991年ライヴ（EMI）
- ウルフ・シルマー指揮、デンマーク国立放送交響楽団、コンスタンス・ホーマン（ルル役）、1996年（シャンドス）
- ポール・ダニエル（英語版）指揮、イングリッシュ・ナショナル・オペラ、リザ・セイファー（ルル役）、2006年（英語歌唱、シャンドス）

### DVD
2幕版
- フランツ・ヴェルザー＝メスト指揮、チューリヒ歌劇場、ローラ・アイキン（ルル役）、2002年ライヴ（Arthaus Musik）

3幕版
- 上記ブーレーズの録音と同時期のライヴ（ユニテル、ドリームライフ）
- ジェームズ・レヴァイン指揮、メトロポリタン歌劇場、ジュリア・ミゲネス（ルル役）、1980年ライヴ（ソニー）
- アンドルー・デイヴィス指揮、ロンドン・フィルハーモニー管弦楽団、クリスティーネ・シェーファー（ルル役）、1996年グラインドボーン音楽祭でのライヴ（ワーナー）
- アントニオ・パッパーノ指揮、コヴェント・ガーデン王立歌劇場、アイネタ・エイケンホルス（ルル役）、2009年ライヴ（Opus Arte）
- マルク・アルブレヒト指揮、ウィーン・フィルハーモニー管弦楽団、パトリシア・プティボン（ルル役）、2010年ザルツブルク音楽祭でのライヴ（ユーロアーツ）
- ミヒャエル・ボーダー指揮、リセウ大劇場、パトリシア・プティボン（ルル役）、2010年（ドイツ・グラモフォン）
- ダニエル・バレンボイム指揮、ベルリン国立歌劇場、モイツァ・エルトマン（ルル役）、2012年ライヴ（ドイツ・グラモフォン）※デイヴィッド・ロバート・コールマンによる新版を使用
- ポール・ダニエル指揮、モネ劇場、バーバラ・ハンニガン（ルル役）、2012年ライヴ（Bel Air）
- キリル・ペトレンコ指揮、バイエルン国立歌劇場、マルリス・ペーターゼン（ルル役）、2015年ライヴ（Bel Air）
- ローター・ケーニヒス（英語版）指揮、メトロポリタン歌劇場、マルリス・ペーターゼン（ルル役）、2015年ライヴ（ノンサッチ）